# Praxis Deutsch
Praxis Deutsch ist eine Zeitschrift des Friedrich Verlags im Bereich der Deutschdidaktik.

## Geschichte
Die erste Ausgabe der Zeitschrift erschien 1973; mittlerweile sind 307 Hefte erschienen (Stand Oktober 2024). In der Zeitschrift publizieren zahlreiche anerkannte Fachdidaktiker und wirken auch oft als Mitherausgeber, etwa Kaspar H. Spinner, Clemens Kammler, Jürgen Baurmann, Astrid Müller, Ulf Abraham, Dieter Wrobel, Tilman von Brand, Sara Rezat, Helmuth Feilke u. a. 
1994 erschien eine Ausgabe zum handlungs- und produktionsorientierten Literaturunterricht, 2019 eine Aktualisierung zum selben Thema. 2006 publizierte Kaspar H. Spinner seine Elf Aspekte literarischen Lernens in Praxis Deutsch. Der Aufsatz gehört zu den meistdiskutierten und -rezipierten Aufsätzen im Bereich der Literaturdidaktik im deutschsprachigen Raum. 
Daneben gibt es eine Buchreihe "Praxis Deutsch", in welcher Monographien zu deutschdidaktischen Themen erscheinen, sowie Sonderhefte. 